# Krypspikblad
Krypspikblad (Hydrocotyle verticillata) är en växtart i släktet Hydrocotyle och familjen araliaväxter. Den beskrevs av Carl Peter Thunberg 1798.
Arten är en helofyt som förekommer i stora delar av Nord- och Sydamerika, i södra Afrika samt i Iran och Kaukasus. Den odlas som akvarieväxt och har även använts som medicinalväxt.

## Bildgalleri

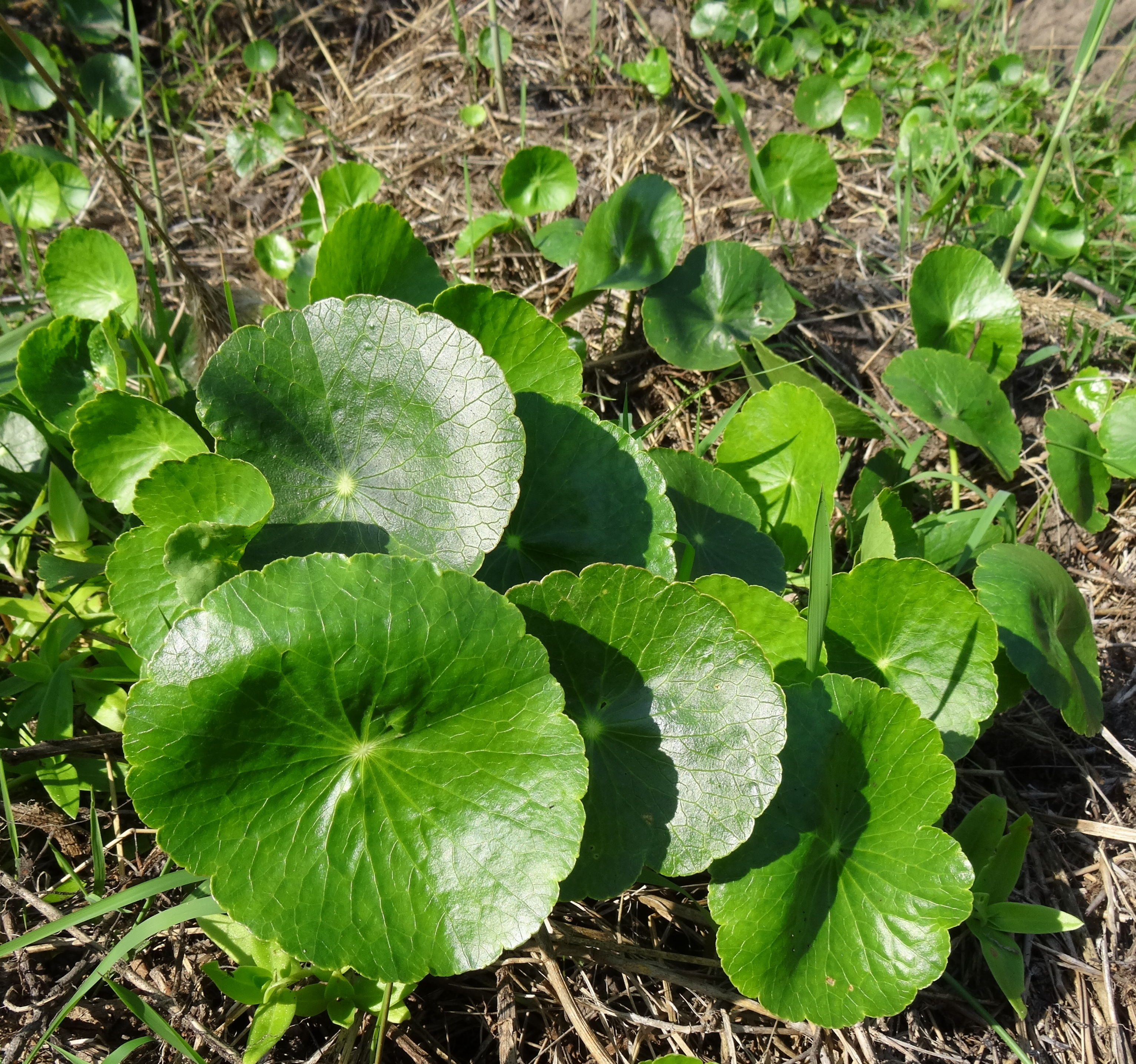
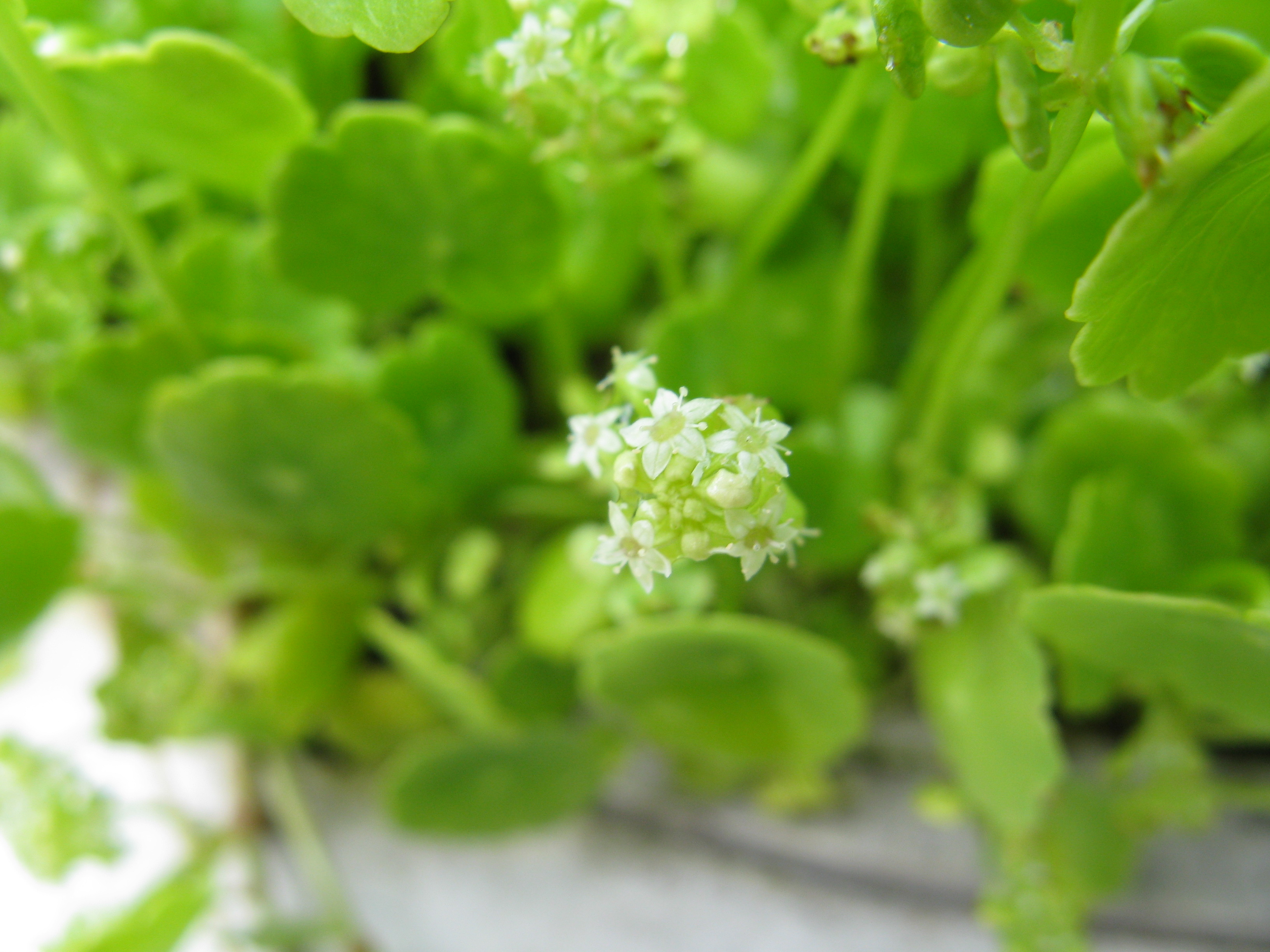
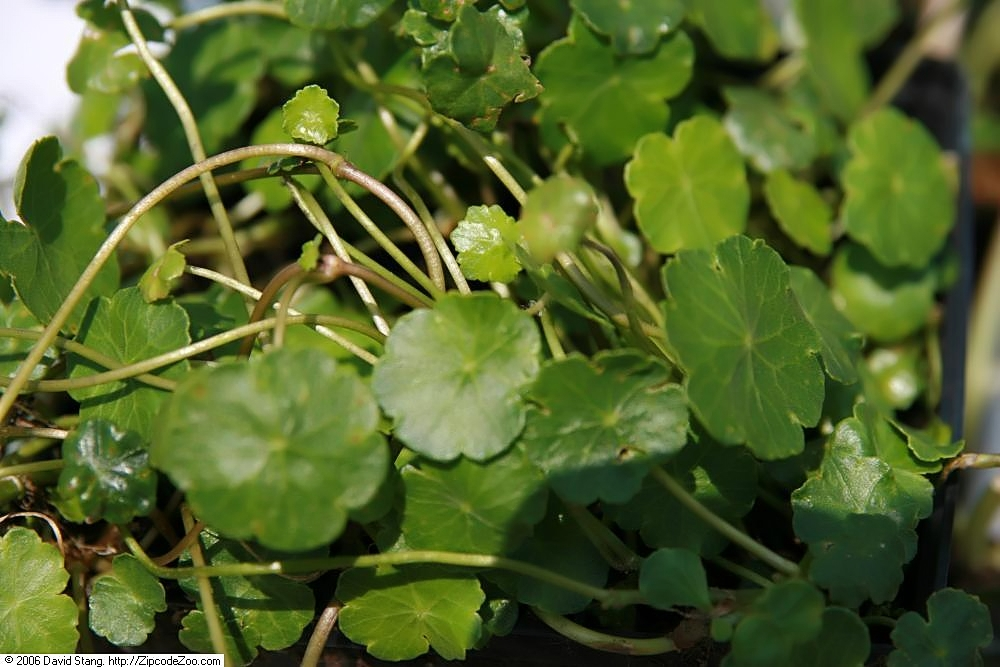